# Плавание

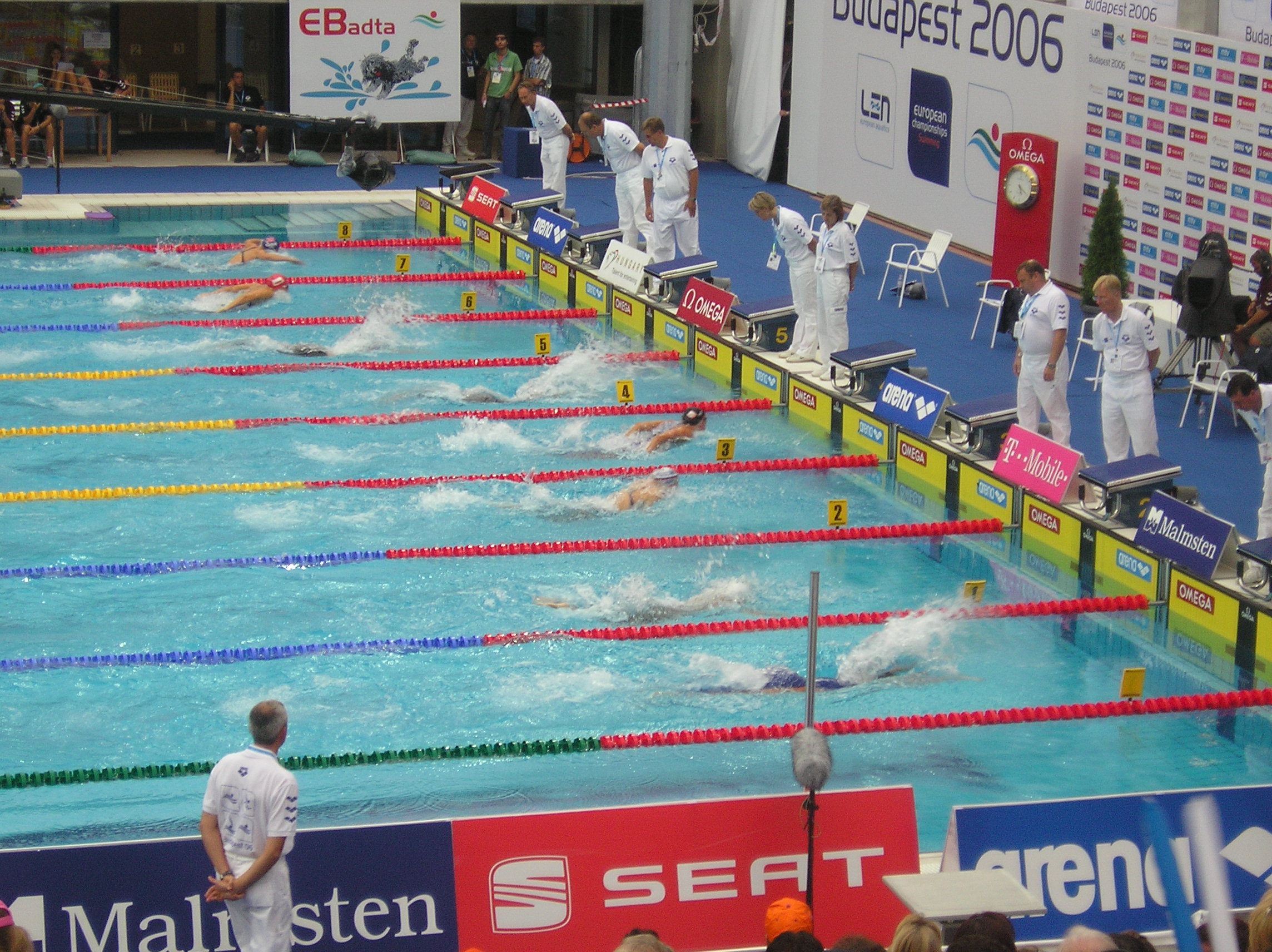
Финиш финального заплыва на 100 м баттерфляем на чемпионате Европы 2006 года

Пла́вание — вид спорта или спортивная дисциплина, заключающаяся в преодолении вплавь за наименьшее время различных дистанций. При этом в подводном положении по действующим ныне правилам разрешается проплыть не более 15 м после старта или поворота (в плавании брассом подобное ограничение сформулировано по-другому); скоростные виды подводного плавания относятся не к плаванию, а к подводному спорту.
По классификации МОК (согласно принципу «одна федерация — один вид спорта») плавание как вид спорта включает в себя: собственно плавание, водное поло, прыжки в воду и синхронное плавание; в русскоязычной спортивной литературе в качестве синонима плавания в этом значении употребляется словосочетание «водные виды спорта». Координацией развития водных видов спорта в мире занимается Международная федерация плавания (ФИНА, фр. FINA, Fédération Internationale de Natation, создана в 1908 году), проводящая чемпионаты мира (с 1973); в Европе — Европейская лига плавания (ЛЕН, фр. LEN, Ligue Européenne de Natation, создана в 1926 году), проводящая чемпионаты Европы (с 1926 года).
Согласно Всероссийскому реестру видов спорта все водные виды считаются различными видами спорта.
Также плавание является составной частью современного пятиборья (заплыв на 200 м), триатлона (различные дистанции в открытой воде) и некоторых прикладных многоборий.

## История
Рисунки на археологических находках свидетельствуют, что люди в Древнем Египте, Ассирии, Финикии и во многих других странах умели плавать за несколько тысячелетий до нашей эры, и известные им способы плавания напоминали современные кроль и брасс. В то время плавание носило чисто прикладной характер — при рыбной ловле, охоте за водоплавающей дичью, подводном промысле, в военном деле. В Древней Греции плавание стало использоваться как важное средство физического воспитания.
Первые соревнования по плаванию относятся к рубежу XV—XVI веков (так, в 1515 году прошли состязания пловцов в Венеции). Первая спортивная организация пловцов возникла в Англии в 1869 году («Ассоциация любителей спортивного плавания Англии»), следом подобные организации появились в Швеции (1882), Германии, Венгрии (1886), Франции (1887), Нидерландах, США (1888), Новой Зеландии (1890), России (1894), Италии, Австрии (1899). Рост популярности спортивного плавания в конце XIX века связан с началом строительства искусственных бассейнов.
В 1889 году в Вене прошли крупные международные соревнования с участием спортсменов из нескольких европейских стран; далее они стали проводиться регулярно и носили название «первенство Европы». В 1896 году плавание вошло в программу первых Олимпийских игр, и с тех пор неизменно входит в олимпийскую программу.
Перед началом Олимпийских игр 1908 года ФИНА разработала и утвердила «Правила ФИНА», включавшие перечень дистанций для проведения соревнований, порядок комплектования и проведения заплывов, порядок регистрации мировых рекордов. Тогда же были зарегистрированы первые мировые рекорды в плавании, самым ранним из них стал результат Золтана Халмаи на дистанции 100 м вольным стилем (1.05,8), показанный 3 декабря 1905 года в Вене.

## Виды плавания

### Вольный стиль

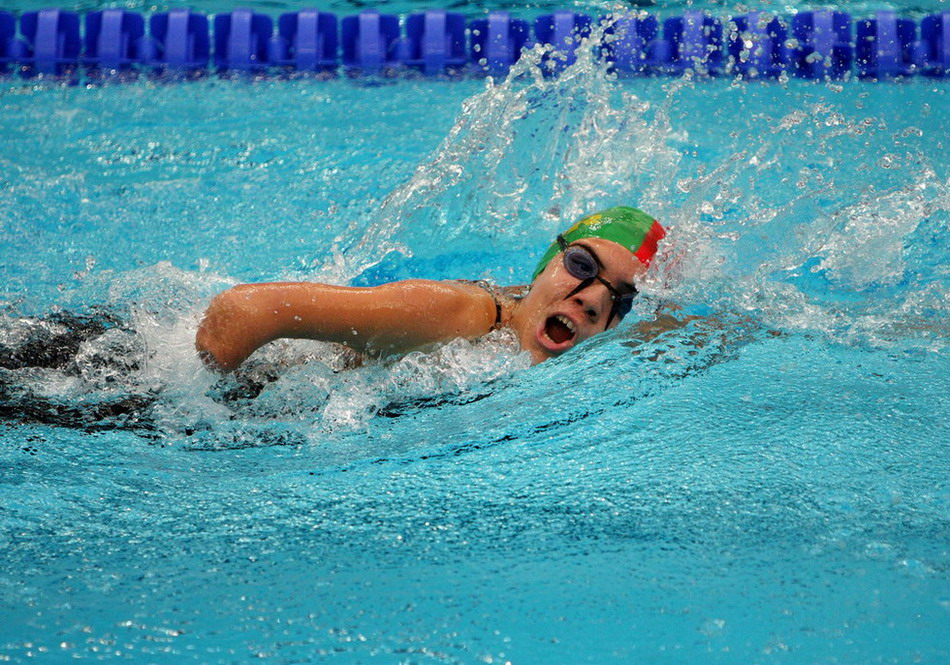
Кроль

Вольный стиль — дисциплина плавания, в которой пловцу разрешается плыть любыми способами, произвольно меняя их по ходу дистанции. В настоящее время все пловцы используют кроль.
В ходе развития плавания использовались следующие стили:
- Брасс. Техника брасса впервые была проанализирована датчанином Николасом Винманом (лат. Nicolas Wynman) в книге «Пловец, или Диалог об искусстве плавания», изданной в 1538 году[11]; на протяжении нескольких столетий брасс занимал ведущее место во всех школах плавания.
- Овер-арм (англ. overarm stroke) — усовершенствованный англичанами в середине XIX века народный способ плавания на боку[англ.] (англ. sidestroke).
- Треджен-стиль (англ. Trudgen; первоначальное название — double overarm stroke) — стиль плавания, который впервые продемонстрировал в 1873 году англичанин Джон Артур Треджен (англ. John Arthur Trudgen, 1852—1902). Постепенно треджен-стиль вытеснил брасс и овер-арм. На длинных дистанциях треджен-стиль использовался на крупнейших соревнованиях ещё в 1920-е годы; последним олимпийским чемпионом и рекордсменом мира, использовавшим треджен-стиль, был канадец Джордж Ходжсон, победивший на Играх 1912 года в плавании на 400 м и 1500 м с мировыми рекордами.
- Кроль впервые был продемонстрирован австралийцем Ричмондом Кэвиллом (англ. Richmond Cavill, 1884—1938); первые крупные победы с использованием кроля одержали венгр Золтан Халмаи и американец Чарльз Дэниэльс, выигравшие на Играх 1904 года по 2 дистанции. Благодаря усовершенствованиям, внесённым американскими пловцами, кроль к концу 1920-х годов окончательно вытеснил другие стили.

В плавании вольным стилем единственное ограничение по способу плавания — спортсмен может быть полностью погружён в воду только «во время поворота и на расстоянии не более 15 м после старта и каждого поворота».

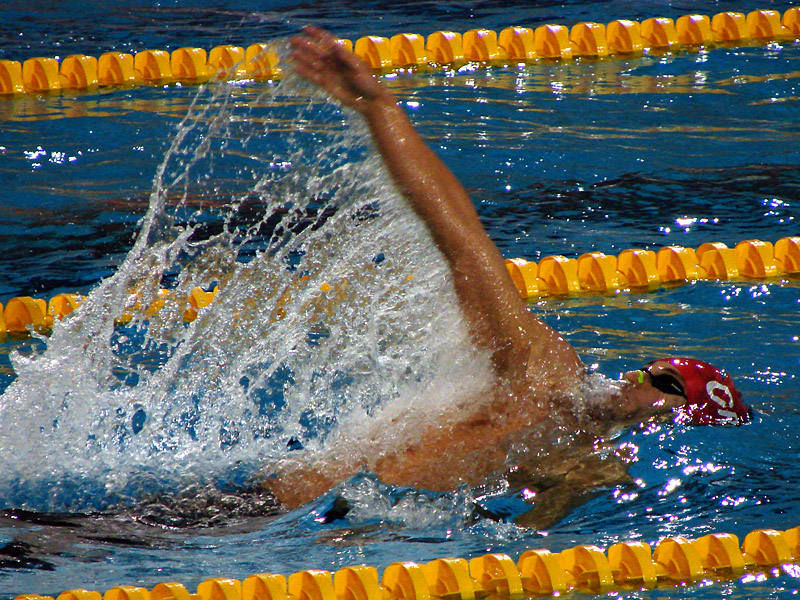
Кроль на спине

### Плавание на спине
Плавание на спине впервые было включено как самостоятельный вид на Олимпийских играх 1900 года. В первые годы пловцы пользовались перевёрнутым брассом. Первым крупного успеха в плавании кролем на спине добился американец Гарри Хебнер, победивший на Олимпийских играх 1912 года; после этого в плавании на спине кроль быстро вытеснил брасс.
Старт в плавании на спине производится из воды: спортсмен, находясь лицом к тумбочке, держится обеими руками за стартовые поручни, ногами упираясь в бортик бассейна. Исключая момент выполнения поворота, спортсмен должен плыть на спине; «нормальное положение на спине может включать вращательное движение тела в горизонтальной плоскости до 90° включительно; положение головы не регламентируется». Спортсмен может быть полностью погружен в воду только «во время поворота, на финише и на расстоянии не более 15 м после старта и каждого поворота».

### Брасс, баттерфляй
Плавание брассом стало самостоятельным видом программы на Олимпийских играх 1904 года. В середине 1930-х годов в США и (чуть позже) в СССР появилась новая, более скоростная разновидность брасса — баттерфляй, который вытеснил классический брасс. С 1953 года ФИНА выделила баттерфляй в самостоятельную дисциплину (в СССР подобное разделение произошло в 1949 году).

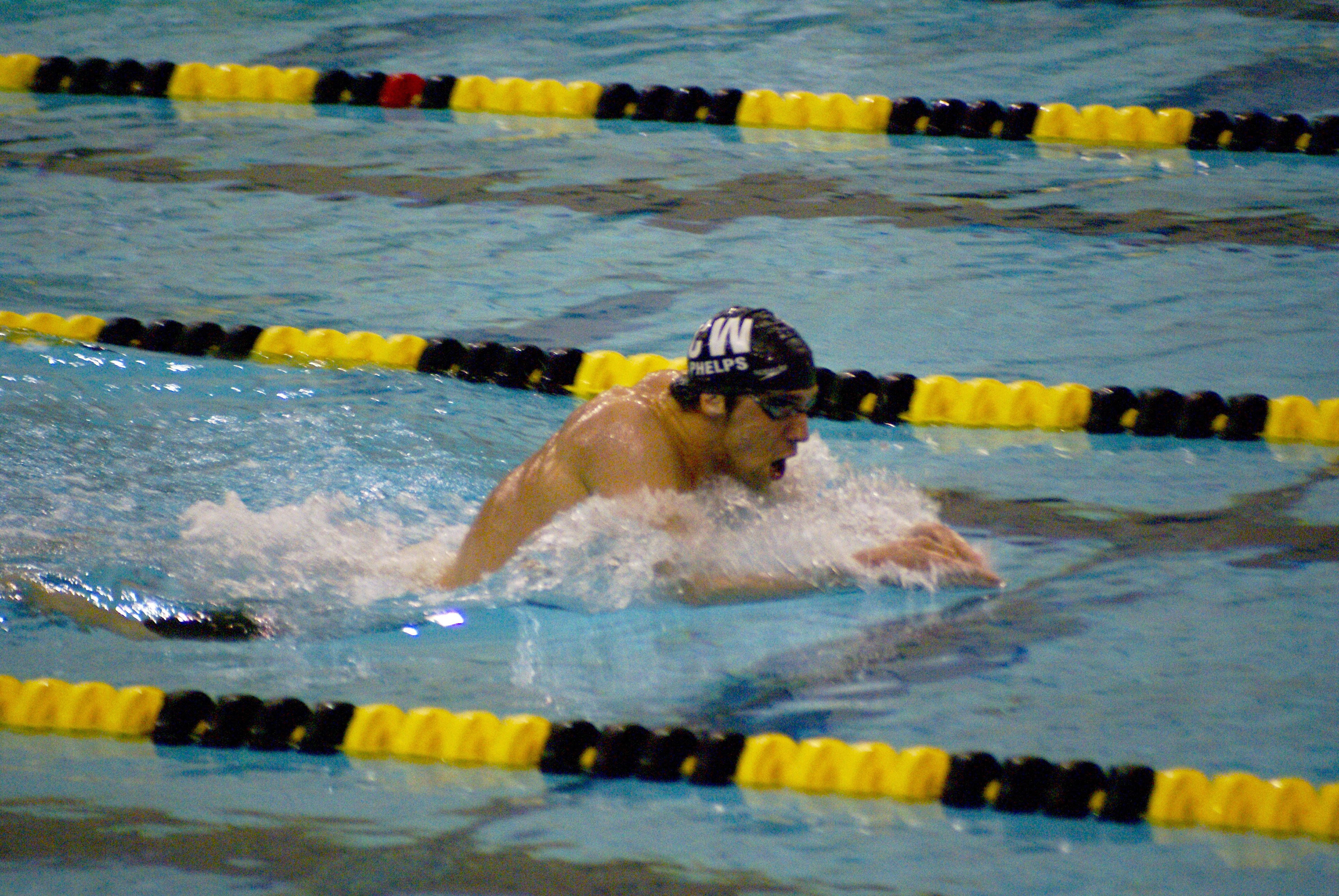
Брасс

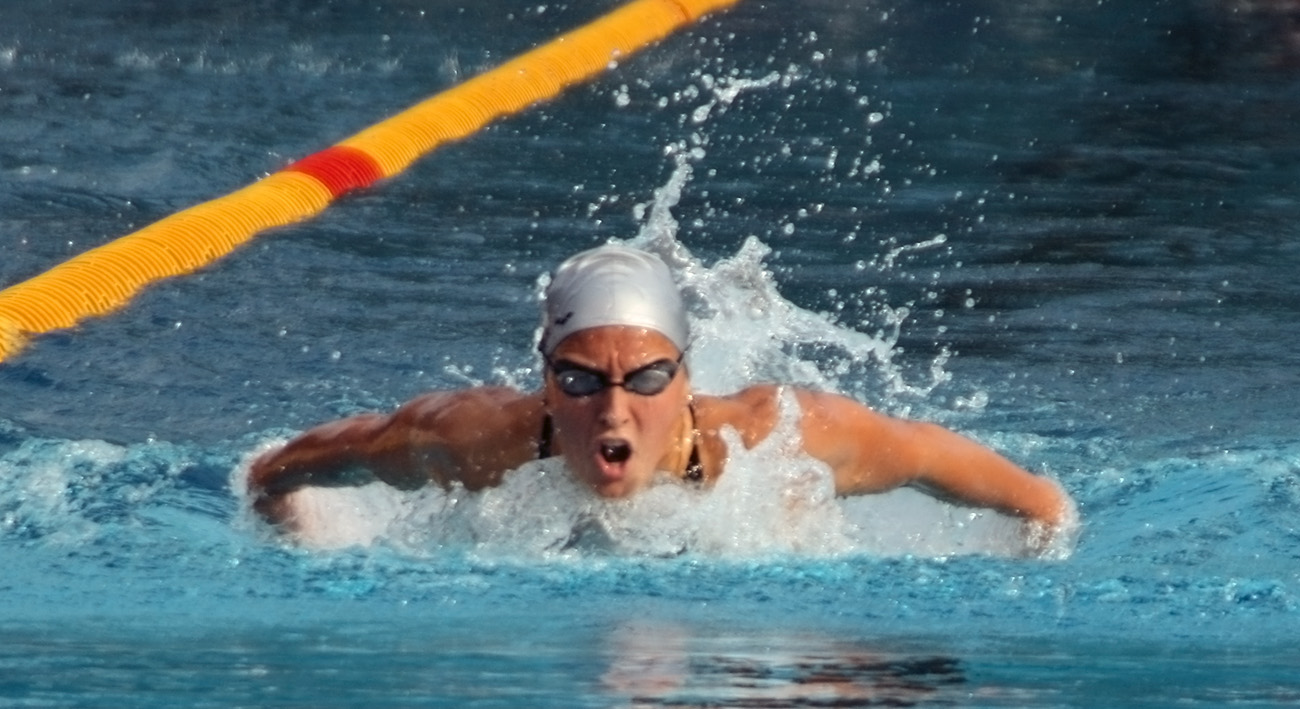
Баттерфляй

Согласно правилам соревнований при плавании брассом:

5.4.1. С начала первого гребка руками после старта и после каждого поворота пловец должен лежать на груди. Поворот на спину запрещён в любое время. На всем протяжении дистанции полный цикл должен выполняться в такой последовательности: один гребок руками и один толчок ногами.
5.4.2. Все движения рук должны быть одновременны и выполняться в одной горизонтальной плоскости без чередующихся движений.
5.4.3. Руки должны выноситься вперёд от груди по, выше или ниже поверхности воды. Локти должны находиться под водой, за исключением последнего гребка перед поворотом, во время выполнения поворота и финального гребка на финише. Руки должны возвращаться назад по поверхности воды или под водой. Руки не должны заходить за линию бёдер, исключая первый гребок после старта и каждого поворота.
5.4.4. В течение каждого полного цикла, какая-либо часть головы пловца должна разорвать водную поверхность. После старта и каждого поворота пловец может сделать один полный гребок руками до бёдер. Голова должна разорвать поверхность воды прежде, чем руки начнут движение внутрь из наиширочайшей части второго гребка. Разрешается одно дельфинообразное движение ногами вниз во время или после выполнения полного гребка руками перед толчком ногами брассом пока тело полностью погружено в воду (В настоящее время разрешен дельфинообразный удар ногами лишь во время выполнения полного гребка руками, также называемого «протяжкой»). После этого все движения ног должны быть одновременными и выполняться в одной горизонтальной плоскости без чередующихся движений.
Объяснение: удар ногами дельфином не является частью цикла движений и разрешается только после старта и поворота, пока выполняется гребок руками к ногам или после выполнения полного гребка руками перед толчком ногами брассом пока тело полностью погружено в воду. Не разрешается выполнять дельфинообразное движение ногами до момента начала гребка руками после старта и поворота.
5.4.5. Во время активной части толчка стопы должны быть развёрнуты в стороны. Ножницеобразные, вибрирующие или дельфинообразные удары книзу не допускаются, исключая момент по п. 5.4.4. Нарушение поверхности воды стопами ног разрешается, если только вслед за этим не следует дельфинообразный удар книзу.
На каждом повороте и на финише дистанции касание должно быть сделано обеими руками одновременно выше, ниже или по поверхности воды. Голова может погружаться в воду после последнего гребка руками перед касанием при условии нарушения ею поверхности воды в какой-либо точке во время последнего полного или неполного цикла, предшествующего касанию.

Согласно правилам соревнований при плавании баттерфляем:

5.5.1. От начала первого гребка руками после старта и после каждого поворота тело должно находиться на груди. Разрешены подводные удары ногами в стороны. Поворот на спину не разрешён в любое время.
5.5.2. Обе руки должны проноситься вперед вместе над водой и возвращаться обратно одновременно в продолжение всего заплыва, допуская п. 5.5.5.
5.5.3. Все движения ног вверх и вниз должны выполняться одновременно. Ноги или ступни могут быть не на одном уровне, но их положение относительно друг друга не должно меняться. Движения ног брассом не разрешаются.
5.5.4. На каждом повороте и на финише касание должно быть одновременно обеими руками по поверхности, выше или ниже поверхности воды.
5.5.5. При старте и на поворотах пловцу разрешается сделать под водой одно или несколько движений ногами и один гребок руками, которые должны вынести его на поверхность. Пловцу разрешается полное погружение на отрезке не более 15 м после старта и каждого поворота. В этой точке голова спортсмена должна разорвать поверхность воды. Пловец должен оставаться на поверхности до следующего поворота или до финиша.

### Комплексное плавание, комбинированная эстафета
Комплексное плавание — дисциплина, в которой пловец равные части дистанции преодолевает баттерфляем (добавлен в 1953 году), на спине, брассом и вольным стилем. Комбинированная эстафета — эстафета, в которой участники преодолевают свои этапы разными стилями: на спине, брассом, баттерфляем (добавлен в 1953 году), вольным стилем. При этом «вольный стиль» означает любой стиль, кроме плавания на спине, брасса и баттерфляя.
В программу официальных международных соревнований комплексное плавание входит с 1961 года, комбинированная эстафета — с 1957 года. В программу чемпионатов России и СССР комбинированная эстафета входила и ранее: в 1914—1934 годах — 4×100 м (входило также плавание на боку), в 1936 и 1947—1951 годах — 3×100 м, с 1953 года — 4×100 м.

### Другие виды
До создания ФИНА, унифицировавшей программу соревнований, в плавательную программу Олимпийских игр 1896—1904 входили нестандартные виды:
- 1896 — 100 м в одежде;
- 1900 — 200 м с препятствиями и ныряние на 60 м;
- 1904 — ныряние на дальность.

В программу чемпионатов России и СССР несуществующие ныне виды входили и позднее — на всех чемпионатах 1913—1951 разыгрывались награды в плавании на боку, в программу чемпионатов 1920-х — 1940-х годов неоднократно включалось ныряние на 50 м и прикладные виды.

## Соревнования в бассейне

### Дистанции
| Дистанция | Дистанция                        | Мужчины              | Мужчины                      | Мужчины         |                      | Женщины                      | Женщины         | Женщины |
| Дистанция | Дистанция                        | ОИ (под эгидой ФИНА) | Соревнования под эгидой ФИНА | Мировые рекорды | ОИ (под эгидой ФИНА) | Соревнования под эгидой ФИНА | Мировые рекорды |         |
| --- | -------------------------------- | -------------------- | ---------------------------- | --------------- | -------------------- | ---------------------------- | --------------- | ------- |
| вольный стиль | 50 м                             | 1988—                | 1986—                        | (1987)—         | 1988—                | 1986—                        | (1986)—         |         |
| вольный стиль | 100 м                            | 1908—                | 1908—                        | 1908—           | 1912—                | 1912—                        | 1908—           |         |
| вольный стиль | 200 м                            | 1968—                | 1967—                        | 1908—           | 1968—                | 1967—                        | (1918)—         |         |
| вольный стиль | 400 м                            | 1908—                | 1908—                        | 1908—           | 1920 (300 м), 1924—  | 1920 (300 м), 1924—          | (1919)—         |         |
| вольный стиль | 800 м                            | 2020—                | 2001—                        | 1908—           | 1968—                | 1967—                        | (1919)—         |         |
| вольный стиль | 1500 м                           | 1908—                | 1908—                        | 1908—           | 2020—                | 2001—                        | (1922)—         |         |
| вольный стиль | 4×100 м                          | 1964—                | 1961—                        | 1937—           | 1912—                | 1912—                        | 1932—           |         |
| вольный стиль | 4×200 м                          | 1908—                | 1908—                        | 1932—           | 1996—                | 1983—                        | 1983—           |         |
| на спине | 50 м                             | ——                   | 2001—                        | 1999—           | ——                   | 2001—                        | 1999—           |         |
| на спине | 100 м                            | 1908—1960, 1968—     | 1908—1960, 1967—             | 1908—           | 1924—                | 1924—                        | (1923)—         |         |
| на спине | 200 м                            | 1964—                | 1961—                        | 1908—           | 1968—                | 1967—                        | (1922)—         |         |
| брасс | 50 м                             | ——                   | 2001                         | 1999            | ——                   | 2001                         | 1999            |         |
| брасс | 100 м                            | 1968—                | 1967—                        | 1908—           | 1968—                | 1967—                        | (1921)—         |         |
| брасс | 200 м                            | 1908—                | 1908—                        | 1908—           | 1924—                | 1924—                        | (1921)—         |         |
| баттерфляй | 50 м                             | ——                   | 2001—                        | 1999—           | ——                   | 2001—                        | 1999—           |         |
| баттерфляй | 100 м                            | 1968—                | 1967—                        | 1953—           | 1956—                | 1953—                        | 1953—           |         |
| баттерфляй | 200 м                            | 1956—                | 1953—                        | 1953—           | 1968—                | 1967—                        | 1953—           |         |
| комплексное плавание | 200 м                            | 1968—1972, 1984—     | 1967—                        | 1966—           | 1968—1972, 1984—     | 1967—                        | 1966—           |         |
| комплексное плавание | 400 м                            | 1964—                | 1961—                        | 1953—           | 1964—                | 1961—                        | 1953—           |         |
| комбинированная эстафета 4×100 м | комбинированная эстафета 4×100 м | 1960—                | 1957—                        | 1953—           | 1960—                | 1957—                        | 1953—           |         |
| Микст (смешанные эстафеты — 2 мужчины, 2 женщины) |                                  |                      |                              |                 |                      |                              |                 |         |
| вольный стиль 4×100 м | вольный стиль 4×100 м            | ——                   | 2014—                        | 2013—           |                      |                              |                 |         |
| комбинированная 4×100 м | комбинированная 4×100 м          | 2020—                | 2014—                        | 2013—           |                      |                              |                 |         |
| Помимо этих дистанций, в программу Олимпийских игр 1912 и 1920 было включено плавание брассом на 400 м. В графе «мировые рекорды» без скобок указаны годы начала регистрации рекордов, в скобках — годы установления первого рекорда. 1. 2. |                                  |                      |                              |                 |                      |                              |                 |         |

Дистанции, на которых регистрация мировых рекордов была прекращена:
- с 1 января 1949 года — 300 ярдов, 300 м, 1000 ярдов и 1000 м вольным стилем, 400 м на спине, 400 м и 500 м брассом;
- с 1 января 1953 года — 500 ярдов и 500 м вольным стилем, 150 ярдов на спине, 200 ярдов брассом, 300 м комплексного плавания, комбинированная эстафета 3×100 м и 3×100 ярдов;
- с 1 мая 1957 года — 100 ярдов вольным стилем, на спине, брассом и баттерфляем, 1 миля, 4×100 и 4×200 ярдов вольным стилем, 400 ярдов комплексного плавания;
- с 1 мая 1969 года — 110, 220, 440, 880, 1650, 4×110 и 4×220 ярдов вольным стилем, 110 и 220 ярдов на спине, брассом и баттерфляем, 220 и 440 ярдов комплексного плавания, комбинированная эстафета 4×110 ярдов.

### Длина бассейна
Согласно правилам ФИНА, принятым в 1908 году, мировые рекорды могли регистрироваться в любом бассейне длиной не менее 25 ярдов (на дистанциях длиннее 400 м — не менее 50 ярдов) — однако официальные международные соревнования могли проводиться только в бассейнах длиной 50 м или 100 м. В коротких бассейнах результаты выше благодаря большему числу поворотов, поэтому рекорды на Олимпийских играх и континентальных первенствах устанавливались сравнительно редко. На конгрессе ФИНА 1956 года было принято решение, согласно которому с 1 мая 1957 года мировые рекорды могли устанавливаться только в бассейнах длиной 50 м и 55 ярдов; в видах, где действовавшие на этот момент рекорды были установлены в более коротких бассейнах, регистрация рекордов была начата заново.
К середине 1980-х годов приобрели популярность соревнования в 25-метровых бассейнах, проводимые зимой и в начале весны. С сезона 1988/89 ФИНА начала проводить в «короткой воде» многоэтапный Кубок мира, а с 1993 года — чемпионат мира. В современную программу этих соревнований, помимо тех же дистанций, что и на «длинной воде», входит заплыв на 100 м комплексного плавания.

### Система соревнований
С 2001 года на официальных соревнованиях действует следующая система. В утреннюю программу входят предварительные заплывы, в вечернюю программу — полуфиналы и финалы. По результатам предварительных заплывов лучшие по времени попадают в следующую стадию. На дистанциях 50 м, 100 м и 200 м отобранные по результатам предварительных заплывов 16 участников в двух полуфиналах (проводятся в тот же день, что и предварительные заплывы) определяют 8 участников финала (проводится на следующий день). На более длинных дистанциях и в эстафетах по результатам предварительных заплывов определяются сразу 8 участников финала (на дистанциях 800 м и 1500 м проводится на следующий день, на остальных — в тот же день). При невозможности определить полуфиналистов или финалистов из-за равенства результатов между претендентами проводится перезаплыв; в финале участники с равными результатами делят место.
До 2001 года полуфинальных заплывов не было, зато проводились финалы B (за 9—16 места). Изменения в правилах были вызваны необходимостью повысить зрелищность соревнований и несколькими случаями, когда явный фаворит, пытаясь сэкономить силы в предварительных заплывах, не попадал в финал A.
Рекорды могут быть зафиксированы в заплывах любой стадии соревнований, а также по ходу заплыва (так, многие мировые рекорды в плавании на 800 м вольным стилем у мужчин были зафиксированы по ходу заплывов на 1500 м). В эстафетах рекорды в индивидуальном плавании могут быть зафиксированы только на первом этапе.

## Плавание на открытой воде
Индивидуальные заплывы, а затем и соревнования на сверхдальние дистанции на открытых водоёмах стали проводиться в конце XIX века. Вероятно, самые известные из них — заплывы через пролив Ла-Манш; первым Ла-Манш преодолел в 1875 году англичанин Мэттью Уэбб (21 час 45 минут).
С 1991 года плавание в открытой воде включено в программу чемпионатов мира по водным видам спорта, а с 2000 года по чётным годам также проводятся отдельные чемпионаты мира по плаванию на открытой воде. Дистанции: 5 км (с 1998), 10 км (с 2000), 25 км (с 1991). В 2008 году дистанция 10 км стала олимпийской.

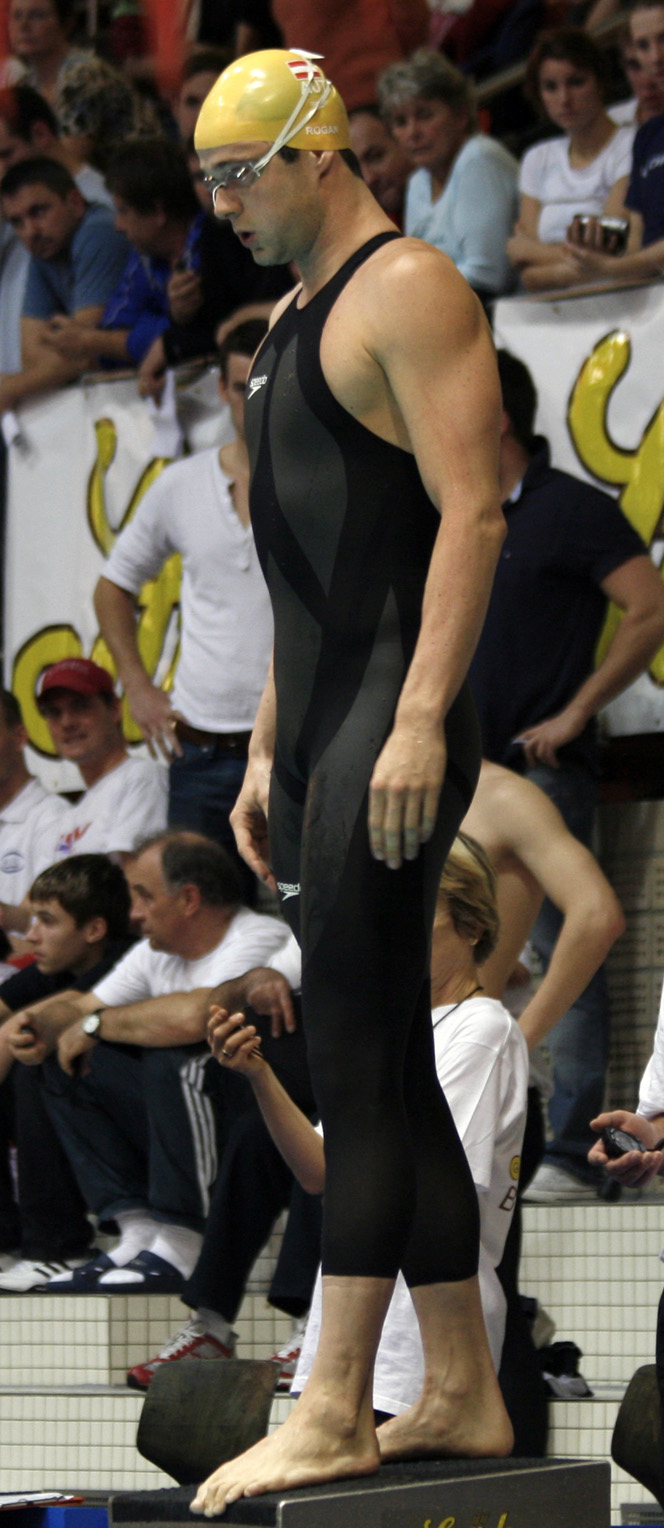
Маркус Роган в полном плавательном костюме (2008 год)

## Плавательный костюм
Плавательный костюм (купальник, плавки) — важная составная часть экипировки спортсмена пловца наряду с очками для плавания.
Приблизительно до 1930-х годов плавательный костюм из натуральных материалов почти полностью закрывал тело пловца. С середины 1930-х годов в соответствии с меняющейся модой популярны стали плавки из шёлка — тело пловца было почти полностью открыто. В 1950-х годах естественные материалы стали вытесняться искусственными: нейлоном, лайкрой и другими. С середины 1990-х годов стали появляться высокотехнологичные плавательные костюмы. Сначала они закрывали у пловцов-мужчин нижнюю половину тела, а затем и почти полностью всё тело. Специальные вставки из синтетического материала уменьшали сопротивление воде по сравнению с человеческой кожей.
Костюмы, которые появились в 2008 году, позволили пловцам добиться прорыва в результатах. Полиуретановый костюм, который, ко всему прочему, обеспечивал лучшую плавучесть, давал дополнительную прибавку. В среде специалистов по плаванию стали возникать дискуссии, связанные с тем, что спортсмены получают своего рода технологический допинг, и их результаты растут не из-за тренировок и природных данных, а из-за костюмов. В ходе чемпионата мира 2009 года прошёл конгресс FINA, на котором было принято решение, что с 2010 года разрешены только костюмы из текстильных материалов.